# الاستفتاء الدستوري المغربي 1962
أجري استفتاء على دستور جديد في المملكة المغربية يوم 7 ديسمبر 1962. كان هذا هو أول استفتاء على المستوى الوطني في المغرب بعد الاستقلال، وثاني انتخاب، بعد الانتخابات المحلية على الإطلاق عام 1960. على الرغم من كون هذا الدستور هو الوحيد المقترح في 18 نوفمبر، إلا أن واجهته حملة مقاطعة من الاتحاد الوطني للقوات الشعبية، ووصل الإقبال على الانتخابات 84.2 ٪، مع 97 ٪ من الأصوات لصالح الدستور الجديد. عقبته أول انتخابات برلمانية في العام التالي 1963.

## النتائج
| المسجلون  | المصوتين  | الأصوات الصحيحة | البطائق الملغاة | نعم       | لا      | المصدر                  |
| --------- | --------- | --------------- | --------------- | --------- | ------- | ----------------------- |
| 4.654.955 | 3.919.737 | 3.847.015       | 72.722          | 3.733.816 | 113.199 | اللجنة الوطنية للإحصاء. |